# Santiago Uganda

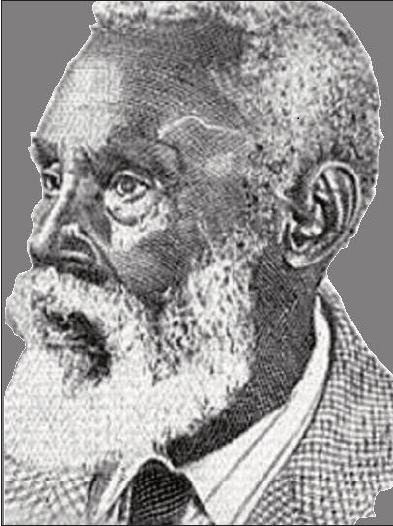
Santiago Uganda

Santiago Uganda Ndelo Ngola znany również jako Król Uganda (ur. 1845, zm. 9 czerwca 1960) – ostatni władca wyspy Corisco, król Bengów oraz Ndowé.
Wstąpił na tron po śmierci Fernanda Utimbo w 1906. Zjednoczył w swoim ręku królestwo, które od 1843 miało dwóch monarchów. Rok po swojej koronacji został oficjalnie uznany przez hiszpańską administrację kolonialną. Występował przeciw złemu traktowaniu ludności miejscowej przez kolonów, domagał się również prawa do samostanowienia dla Ndowé.
Relatywnie silna pozycja polityczna Ugandy a także różnice natury religijnej (był protestantem) spowodowała, że jego relacje z Hiszpanami naznaczone były nieufnością i obfitowały w napięcia. Gubernator Leoncio Fernández zalecał dążenie do jego marginalizacji. Mimo tego uhonorowany został kilkoma orderami, w tym Orderem Alfonsa XII oraz kolonialnym Orderem Afryki (1944).
Zmarł w szpitalu w Cogo. Hiszpanie nie zezwolili na formalną sukcesję po jego śmierci. Jeden z jego synów, José Perea Epota był działaczem niepodległościowym związanym z Idea Popular de Guinea Ecuatorial (IPGE).
Jego wizerunek znajdował się na banknotach o nominale 500 ekwele. W rocznicę śmierci monarchy obchodzi się Dzień Ludu Ndowé.